# Hadraule blaisdelli
Hadraule blaisdelli är en skalbaggsart som först beskrevs av Thomas Casey 1900.  Hadraule blaisdelli ingår i släktet Hadraule och familjen trädsvampborrare. Inga underarter finns listade i Catalogue of Life.